# Elijjahu M. Goldratt

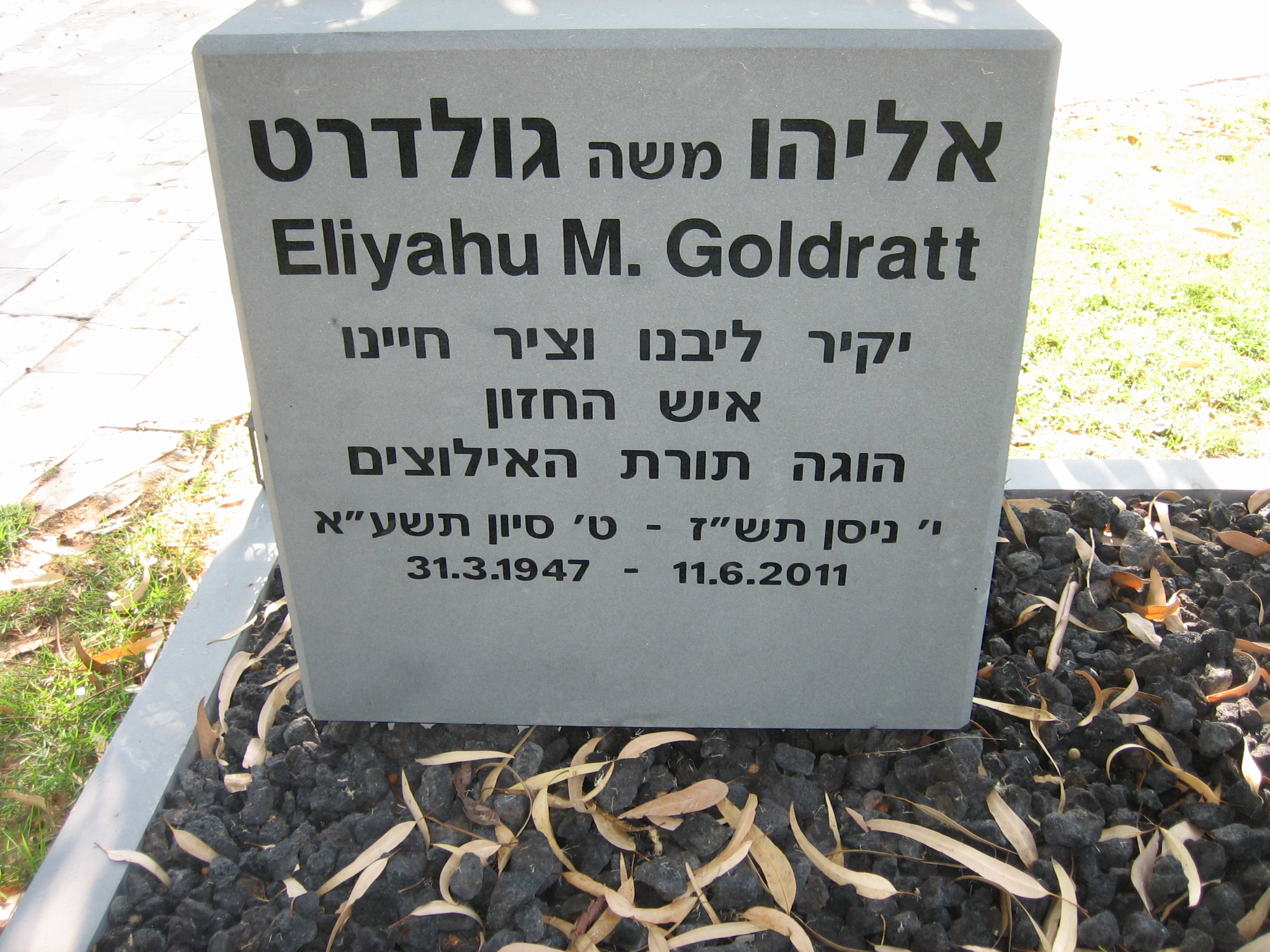
Grób Goldratta na cmentarzu w kibucu Chacerim

Elijjahu M. Goldrat, Eliyahu M. Goldratt,  (hebr. ‏אליהו מ. גולדרט‎, ur. 31 marca 1947, zm. 11 czerwca 2011) – izraelski fizyk, który zastosował metody nauk ścisłych do rozwiązywania problemów ekonomicznych przedsiębiorstw.

## Życiorys
Był synem rabina i polityka, Awrahama-Jehudy Goldrata.
Na Uniwersytecie Telawiwskim zrobił licencjat, kontynuował studia i uzyskał stopień doktorski na Uniwersytecie Bar-Ilana.
Określany był często mianem „guru biznesu” (magazyn Fortune), który pomógł wielu firmom na świecie (także w Polsce) zwielokrotnić swoje zyski.
Jest także autorem wielu książek, w których opisuje swoją stworzoną w latach 70. XX w. tak zwaną teorię ograniczeń (theory of constraints, TOC). Niektóre z tych publikacji jak np. „Cel I: Doskonałość w produkcji” stały się światowymi bestsellerami.
Wykładał swoją teorię ograniczeń na wielu uczelniach, także polskich m.in. na Politechnice Warszawskiej i w Wyższej Szkole Bankowej we Wrocławiu.
Po raz pierwszy odwiedził Polskę, która jest krajem jego przodków, w grudniu 2006 r.
Zmarł 11 czerwca 2011 roku w Izraelu.

## Publikacje
- Eliyahu M. Goldratt: Cel I: Doskonałość w produkcji, Wydawnictwo MINT Books. ISBN 978-83-60665-05-3, Warszawa 2007
- Eliyahu M. Goldratt, Jeff Cox: The Goal (1984). North River Press; 2nd Rev edition (1992). ISBN 0-88427-061-0; 20th Anniversary edition (2004) 0-88427-178-1
- ASSOCIATION FRANCAISE DE GESTION INDUSTRIELLE (AFGI), [1990], Trois approches pour un même défi: Goldratt, Plossl, Yamashina, compte rendu du colloque du 21 novembre, AFGI, Paris.
- Eliyahu M. Goldratt: Cel II: To nie przypadek, Wydawnictwo MINT Books. ISBN 978-83-60665-04-6, Warszawa 2007
- Eliyahu M. Goldratt: Łańcuch krytyczny: Projekty na czas, Wydawnictwo MINT Books. ISBN 978-83-60665-09-1, Warszawa 2009
- Eliyahu M. Goldratt, Efrat Goldratt-Ashlag: Wolność wyboru, Wydawnictwo MINT Books. ISBN 978-83-60665-11-4, Warszawa 2011
- Eliyahu M. Goldratt: Czy to nie oczywiste?!, Wydawnictwo MINT Books. ISBN 978-83-60665-20-6, Warszawa 2012